# Максименко Зінаїда Володимирівна
Макси́менко Зінаї́да Володи́мирівна (8 вересня 1939, Запоріжжя — 27 листопада 2000, Львів) — українська піаністка, концертмейстерка, заслужена артистка України (1994), доцент катедри сольного співу Львівської національної музичної академії ім. М. Лисенка (1990).

## Життєпис
Випускниця Львівської державної консерваторії імені М. Лисенка (тепер — Львівська національна музична академія) 1962 року, клас фортеп'яно С. Дайча, клас концертмейстерства І. Поляк.
1963 року почала працювати концертмейстером на катедрі сольного співу, пізніше — викладачем катедри камерного ансамблю та концертмейстерства (1965). Рівночасно викладала концертно-камерний спів (1989).
Підготувала до міжнародних конкурсів велику кількість співаків. Як концертмейстер виступала з ними. Серед них: Народний артист України А. Липник, Народний артист росії О. Правілов, Заслужені артисти України А. Шкурган, С. Магера, Н. Козятинська, І. Крупенко, І. Захарко, С. П'ятничко, Н. Дацько й інші.
У репертуарі піаністки солоспіви В. Косенка, В. Барвінського, С. Людкевича, М. Колесси, твори Дж. Верді, Ж. Бізе, Дж. Пуччіні, М. Мусоргського, П. Чайковського, С. Рахманінова.
Є авторкою кількох методичних розробок з питань концертмейстерства, концертно-камерного співу й історії вокального мистецтва. Деякі з них:
- «Концертмейстерская практика в классе сольного пения: Методические рекомендации для студентов фортепианных факультетов музыкальных вузов» (у співавторстві з А. Кушплер, Київ, 1987);
- «Історія українського вокального мистецтва» (Львів, 1992);
- «Опери, співаки та вокальні педагоги Франції» (Львів, 1993);
- «Робота над речитативними елементами в класі камерного співу» (Львів, 1993) та ін.[3]

Зінаїда Максименко має численні фондові записи на Львівському радіо і телебаченні (солісти: В. Ігнатенко, О. Дарчук, Н. Руденко, Л. Жилкіна, О. Федина, С. Степан).

#### Записи
- М. Лисенко, сл. Т. Г. Шевченка Минають дні, минають ночі Андрій Шкурган Зінаїда Максименко [Архівовано 8 грудня 2021 у Wayback Machine.]
- М. Лисенко, сл. Т. Г. Шевченка Огні горять Андрій Шкурган Зінаїда Максименко [Архівовано 8 грудня 2021 у Wayback Machine.]
- М. Лисенко, сл. Т. Г. Шевченка У тієї Катерини Андрій Шкурган Зінаїда Максименко [Архівовано 8 грудня 2021 у Wayback Machine.]
- М. Лисенко, сл. Т. Г. Шевченка Ой крикнули сірі гуси Андрій Шкурган Зінаїда Максименко [Архівовано 8 грудня 2021 у Wayback Machine.]
- М. Лисенко, сл. Т. Г. Шевченка Мені однаково Андрій Шкурган Зінаїда Максименко [Архівовано 8 грудня 2021 у Wayback Machine.]
- М. Лисенко, сл. Г. Гайне На личеньку у тебе Володимир Ігнатенко. Зінаїда Максименко [Архівовано 8 грудня 2021 у Wayback Machine.]
- М. Лисенко, сл. Г. Гайне Наче та, що з хвиль вродилася Володимир Ігнатенко Зінаїда Максименко [Архівовано 8 грудня 2021 у Wayback Machine.]
- М. Лисенко, сл. Г. Гайне Всі люди, кохана, дурні Володимир Ігнатенко Зінаїда Максименко [Архівовано 8 грудня 2021 у Wayback Machine.]
- М. Лисенко, сл. Г. Гайне Коли настав чудовий май Володимир Ігнатенко Зінаїда Максименко. [Архівовано 9 грудня 2021 у Wayback Machine.]
- М. Лисенко, сл. Г. Гайне З мого тяжкого суму Володимир Ігнатенко Зінаїда Максименко [Архівовано 9 грудня 2021 у Wayback Machine.]
- М. Лисенко, сл. Г. Гайне Тебе, моя любко єдина Володимир Ігнатенко Зінаїда Максименко [Архівовано 9 грудня 2021 у Wayback Machine.]
- В.Косенко, сл. М.Лермонтова Мне грустно Ніна Руденко Зінаїда Максименко [Архівовано 8 грудня 2021 у Wayback Machine.]
- Ф.Надененко, сл. М.Лермонтова Без вас хочу сказать вам много Ніна Руденко Зінаїда Максименко [Архівовано 8 грудня 2021 у Wayback Machine.]
- К.Данькевич Вок. цикл «Пастелі» Ніна Руденко Зінаїда Максименко [Архівовано 8 грудня 2021 у Wayback Machine.]
- М.Вілінський У вишневому садочку Ніна Руденко Зінаїда Максименко [Архівовано 9 грудня 2021 у Wayback Machine.]
- Укр. нар. пісня в обр. А.Кос-Анатольського Чом, чом не прийшов Ніна Руденко Зінаїда Максименко [Архівовано 8 грудня 2021 у Wayback Machine.]
- П.Чайковский сл. Е.Тюркетті Так что же (Ты куда летишь как птица) Ніна Руденко Зінаїда Максименко [Архівовано 8 грудня 2021 у Wayback Machine.]
- С.Рахманінов, сл. О.Пушкіна Не пой красавица при мне Ніна Руденко Зінаїда Максименко [Архівовано 8 грудня 2021 у Wayback Machine.]
- М.Метнер Могу ль забыть то сладкое мгновенье Ніна Руденко Зінаїда Максименко [Архівовано 8 грудня 2021 у Wayback Machine.]
- А.Малдибаєв Арія Каникей з оп. «Манас» Ніна Руденко Зінаїда Максименко [Архівовано 8 грудня 2021 у Wayback Machine.]

#### Інші
- Катедра академічного співу ЛНМА ім. М. Лисенка [Архівовано 11 травня 2021 у Wayback Machine.]
- Катедра концертмейстерства ЛНМА ім. М. Лисенка [Архівовано 11 травня 2021 у Wayback Machine.]